# Далекоизточен държавен аграрен университет
Далечноизточният държавен аграрен университет, по-рано Благовещенски земеделски институт (на руски: Дальневосточный государственный аграрный университет) – е един от най-големите университети в град Благовещенск, най-големият селскостопански университет в Руския Далечен Изток. Далекоизточният държавен аграрен университет включва 11 факултета. Създаден през 1949 г.

## Факултети
Факултет по агрономия и екология (ФАЭ)
- Катедра по екология, почвознание и агрохимия
- Катедра по общо земеделие и растениевъдство
- Катедра по градинарство, растениевъдство и защита

Факултет по ветеринарна медицина и животновъдство (ФВМЗ)
- Катедра по ветеринарно-санитарна експертиза, епизоотология и микробиология
- Катедра по патология, морфология и физиология
- Катедра по хранене, развъждане, зоохигиена и производство на животновъдни продукти

Факултет по строителство и екологично инженерство (ФСиП)
- Катедра по геодезия и управление на земите
- Катедра за строително производство и инженерни конструкции
- Катедра по екологично инженерство и водоползване
- Катедра по безопасност на живота
- Катедра по физическа култура и спорт

Факултет по механизация на земеделието (ФМСХ)
- Катедра по общи технически дисциплини
- Катедра по транспорт и енергийни средства и механизация на агропромишления комплекс
- Катедра за експлоатация и ремонт на транспортни и технологични машини и комплекси

Технологичен факултет (ТФ)
- Катедра по висша математика
- Катедра по обща химия
- Катедра по биологична химия
- Катедра за технологичен преработка на животновъдни продукти
- Катедра по продуктови технологии и организация на общественото хранене
- Катедра по технология на преработка на растителни продукти

Финансово-икономически факултет (ФЭФ)
- Катедра по хуманитарни науки
- Катедра по мениджмънт, маркетинг и право
- Катедра по икономика на Агропромишления комплекс

Факултет по електрозахранване (ЭЭФ)
- Катедра електроенергетика и електротехника
- Катедра по физика и информатика
- Катедра електрическо задвижване и автоматизация на технологичните процеси

Факултет природопользования (ФП)
- Катедра по горите и експлоатацията на горите
- Катедра по биология и управление на игрите

Факултет по предуниверситетско образование (ФДО)
Факултет по кореспонденция и допълнително професионално образование (ФЗДПО)
Факултет за средно професионално образование (СПО)

## Университетско управление
- Тихончук Павел Викторович – ректор на Далекоизточния държавен аграрен университет, доктор на земеделските науки, професор.
- Щитов Сергей Василиевич – заместник-ректор по учебната дейност, доктор на техническите науки, професор.
- Сенчик Александър Василиевич – заместник-ректор по научната работа, кандидат на биологичните науки.
- Крохмал Лариса Александровна – заместник-ректор по икономика, кандидат на икономическите науки, доцент.

## Подразделения
- Управление на международните отношения
- Център за информационни технологии
- Научна библиотека
- Комисия за подбор
- Управление на организацията на образователния процес
- Център „Выпускник“ (Завършил) (съдействие при наемане на работа на завършили)
- Международен център на Далекоизточен ГАУ (ДАУ)
- Управление на персонала
- Изследователски и производствен център „Мед“
- Административна част
- Образователен и методичен мениджмънт
- Център за качество
- Отдел за образователна работа
- Център за социологически изследвания
- Център за мотивация за здравословен начин на живот
- Съвместен студентски съвет (ОСС)